# Entitat Metropolitana de Serveis Hidràulics
L'Entitat Metropolitana de Serveis Hidràulics (EMSHI) és una entitat metropolitana del País Valencià integrada per municipis de l'Àrea Metropolitana de València, que té per finalitat la titularitat del servei d'aigua en alta, la producció i el subministrament fins al punt de distribució municipal. Així mateix, podrà exercir les facultats reconegudes en aquesta matèria a les corporacions locals en la Llei de la Generalitat Valenciana 2/1992, de 26 de març, de sanejament de les aigües residuals de la Comunitat Valenciana.
Fou creada el 18 de maig de 2001 mitjançant la disposició addicional primera de la Llei de Creació i Gestió d'Àrees Metropolitanes de la Comunitat Valenciana.
Disposa de l'empresa EMARSA com a societat instrumental per a la prestació dels mencionats serveis hidràulics.

## Àrea territorial
L'àmbit d'actuació de l'Entitat Metropolitana de Serveis Hidràulics està integrat per municipis de l'Àrea Metropolitana de València: Alaquàs, Albal, Albalat dels Sorells, Alboraia, Albuixec, Alcàsser, Aldaia, Alfafar, Alfara del Patriarca, Alfarb, Almàssera, Benetússer, Beniparrell, Bonrepòs i Mirambell, Burjassot, Catadau, Catarroja, Emperador, Foios, Godella, Llocnou de la Corona, Llombai, Manises, Massalfassar, Massamagrell, Massanassa, Meliana, Mislata, Montcada, Montserrat, Montroi, Museros, Paiporta, Paterna, Picanya, Picassent, la Pobla de Farnals, Puçol, el Puig de Santa Maria, Quart de Poblet, Rafelbunyol, Real, Rocafort, Sant Antoni de Benaixeve, Sedaví, Silla, Tavernes Blanques, Torrent, València, Vinalesa i Xirivella.